# Liste der Kulturdenkmale in Eschbronn
In der Liste der Kulturdenkmale in Eschbronn sind alle Bau- und Kunstdenkmale der Gemeinde Eschbronn und ihrer Teilorte verzeichnet, die im „Verzeichnis der unbeweglichen Bau- und Kunstdenkmale und der zu prüfenden Objekte“ des Landesamts für Denkmalpflege Baden-Württemberg verzeichnet sind.
Diese Liste ist nicht rechtsverbindlich. Eine rechtsverbindliche Auskunft ist lediglich auf Anfrage bei der Unteren Denkmalschutzbehörde des Landkreises Rottweil erhältlich.

## Allgemein
- Bild: Zeigt ein ausgewähltes Bild aus Commons, „Weitere Bilder“ verweist auf die Bilder im Medienarchiv Wikimedia Commons.
- Bezeichnung: Nennt den Namen, die Bezeichnung oder die Art des Kulturdenkmals.
- Lage: Straßenname und Hausnummer oder Flurstücknummer des Kulturdenkmals, gegebenenfalls auch den Ortsteil. Die Grundsortierung der Liste erfolgt nach dieser Adresse. Der Link (Karte) führt zu verschiedenen Kartendiensten mit der Position des Kulturdenkmals. Fehlt dieser Link, wurden die Koordinaten noch nicht eingetragen. Sind diese bekannt, können sie über ein Tool mit einer Kartenansicht einfach nachgetragen werden. In dieser Kartenansicht sind Kulturdenkmale ohne Koordinaten mit einem roten bzw. orangen Marker dargestellt und können durch Verschieben auf die richtige Position in der Karte mit Koordinaten versehen werden. Kulturdenkmale ohne Bild sind an einem blauen bzw. roten Marker erkennbar.
- Datierung: Baubeginn, Fertigstellung, Datum der Erstnennung oder grobe zeitliche Einordnung entsprechend des Eintrags in der zuständigen Denkmaldatenbank (Landesamt für Denkmalpflege Baden-Württemberg).
- Beschreibung: Kurzcharakteristik des Kulturdenkmals.

## Locherhof
| Bild | Bezeichnung       | Lage                                       | Datierung        | Beschreibung | ID |
| ---- | ----------------- | ------------------------------------------ | ---------------- | ------------ | -- |
|      | Gefallenendenkmal | Locherhof, Friedhofstraße                  | 1922/23          |              |    |
|      | Eindachhof        | Locherhof, Schachen 33 (Karte)             | 1798             |              | BW |
|      | Deisenhof         | Locherhof, Schönbronner Straße 113 (Karte) | Ende des 18. Jh. |              | BW |

## Mariazell
| Bild           | Bezeichnung                  | Lage                                        | Datierung | Beschreibung | ID |
| -------------- | ---------------------------- | ------------------------------------------- | --------- | ------------ | -- |
|                | Kapelle                      | Mariazell, Burschachen 1                    | Um 1880   |              |    |
|                | Hofkapelle beim Fidelishof   | Mariazell, Burschachen 11 (Karte)           | 1931      |              | BW |
|                | Wegkreuz                     | Mariazell, Hardter Straße, Hinteres Wäldle  | 1895      |              |    |
|                | Wegkreuz                     | Mariazell, bei Hardter Straße 17            | 1900      |              |    |
|                | Hinterer Bauernhof           | Mariazell, Hardter Straße 36 (Karte)        | 1733      |              | BW |
|                | Einhaus                      | Mariazell, Hardter Straße 40 (Karte)        | 18. Jh.   |              | BW |
|                | Wegkreuz                     | Mariazell, bei Hardter Straße 107           | 1853      |              |    |
| Weitere Bilder | Kath. Pfarrkirche St. Markus | Mariazell, Hauptstraße 12 (Karte)           |           |              |    |
|                | Friedhofskreuz               | Mariazell, bei Hauptstraße 12               | 1900      |              |    |
|                | Backhaus                     | Mariazell, Hirschbühl 1                     | Um 1800   |              |    |
|                | Wegkreuz                     | Mariazell, bei Hirschbühl 1                 | Um 1800   |              |    |
|                | Bildstock                    | Mariazell, Hohe Tanne, Zwischen den Wäldern | 1750      |              |    |
|                | Wegkreuz                     | Mariazell, Locherhofer Straße (Karte)       | 1886      |              | BW |
|                | Wegkreuz                     | Mariazell, bei Locherhofer Straße 2         | 1886      |              |    |
|                | Bildstock                    | Mariazell, bei Moosgasse 30                 | 18. Jh.   |              |    |
|                | Wegkreuz                     | Mariazell, Mühlweg                          | Um 1900   |              |    |
|                | Wegkreuz                     | Mariazell, Mühlweg, Weilerner Straße        | 1919      |              |    |
|                | Bildstock                    | Mariazell, bei Mühlweg 18                   | 1860      |              |    |
|                | Eindachhof                   | Mariazell, Mühlweg 26 (Karte)               | 18. Jh.   |              | BW |
|                | Kapelle                      | Mariazell, Schramberger Straße              | 1859      |              |    |
|                | Wegkreuz                     | Mariazell, bei Schramberger Straße 2        | 1852      |              |    |
|                | Wegkreuz                     | Mariazell, bei Schramberger Straße 10       | 1873      |              |    |
|                | Eindachhof                   | Mariazell, Schramberger Straße 58           | 18. Jh.   |              |    |